# Hylaeus gabonicus
Hylaeus gabonicus är en biart som först beskrevs av Joseph Vachal 1899.  Hylaeus gabonicus ingår i släktet citronbin, och familjen korttungebin. Inga underarter finns listade i Catalogue of Life.